# Bridgewater, Pennsylvania
Bridgewater är en ort i Beaver County i delstaten Pennsylvania, USA.